# Station Saint-André (Nord)
Station Saint-André is een spoorwegstation in de Franse gemeente Saint-André-lez-Lille. Het wordt bediend door 3 lijnen van de TER-Nord-Pas-de-Calais in de richtingen Rijsel enerzijds en Hazebroek-Calais/Duinkerke anderzijds.
Om een tijdrovende frontverandering in Lille-Flandres te vermijden, stopte de Calais-Bruxelles Pullman Express van de CIWL in Saint-André.